# 克罗托内主教座堂
克罗托内圣母升天主教座堂（Cattedrale di Santa Maria Assunta）是天主教克罗托内-圣瑟弗瑞娜总教区的主教座堂，位于意大利克罗托内，主保为圣母，建于9-15世纪。

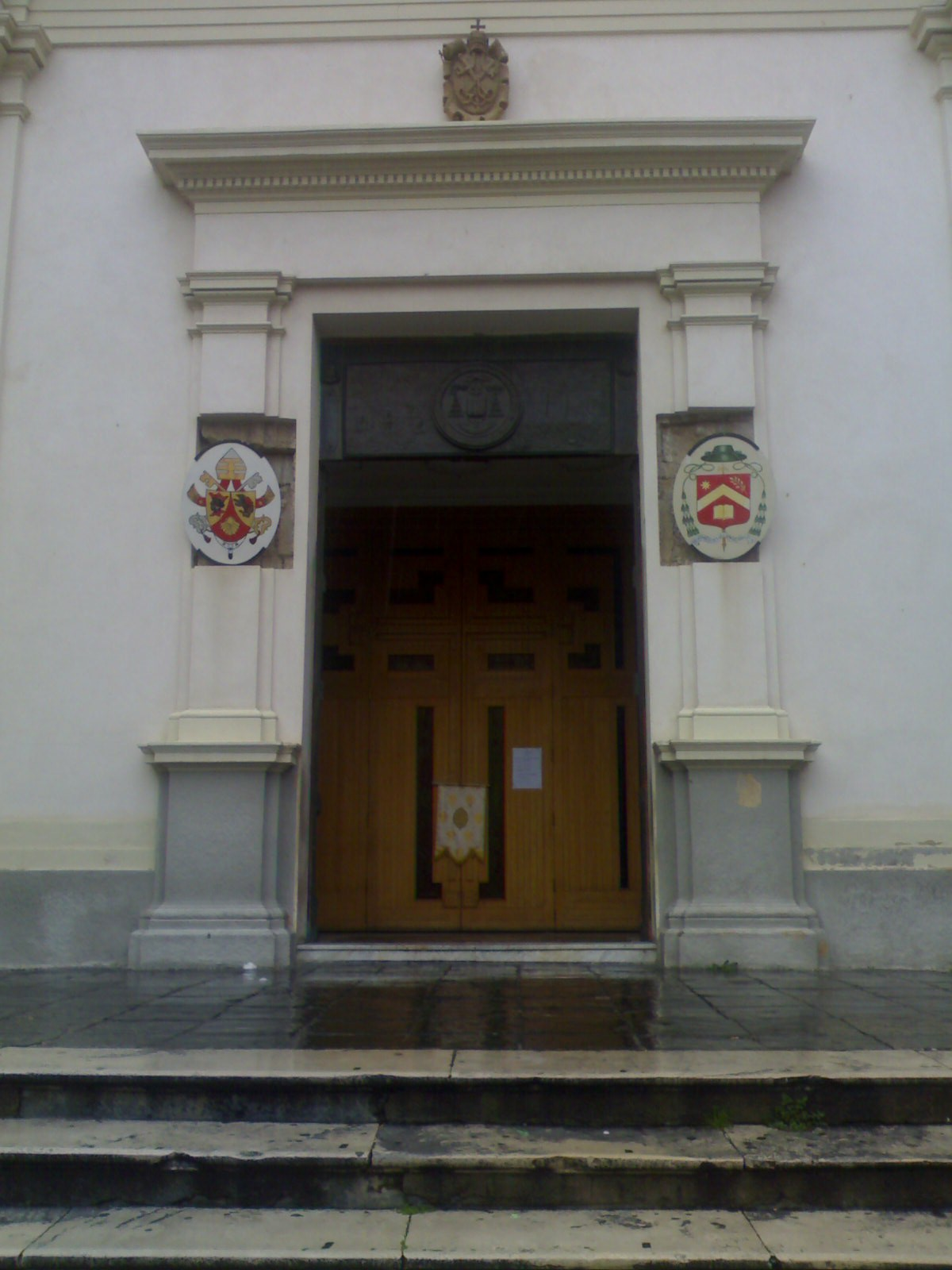
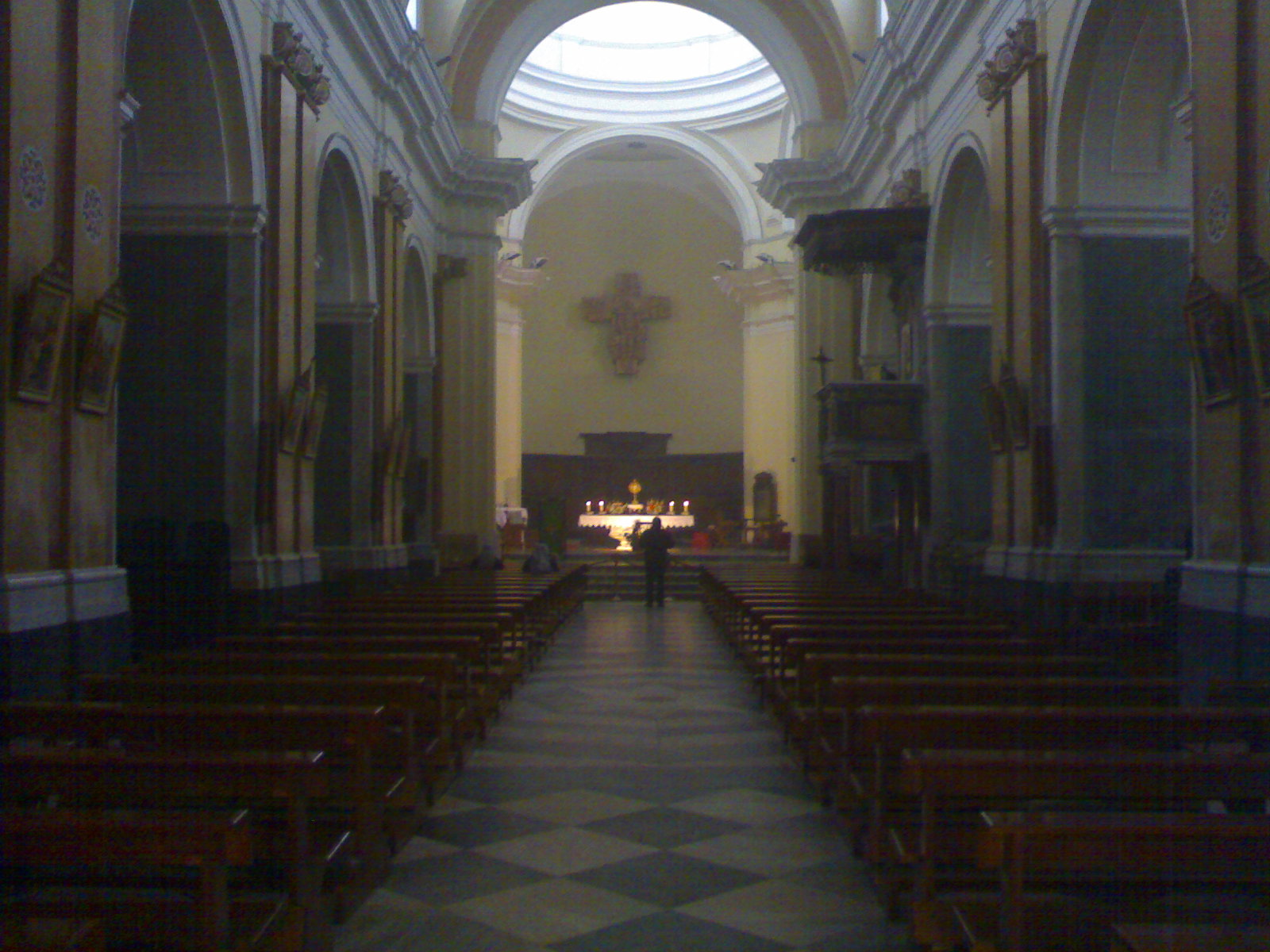
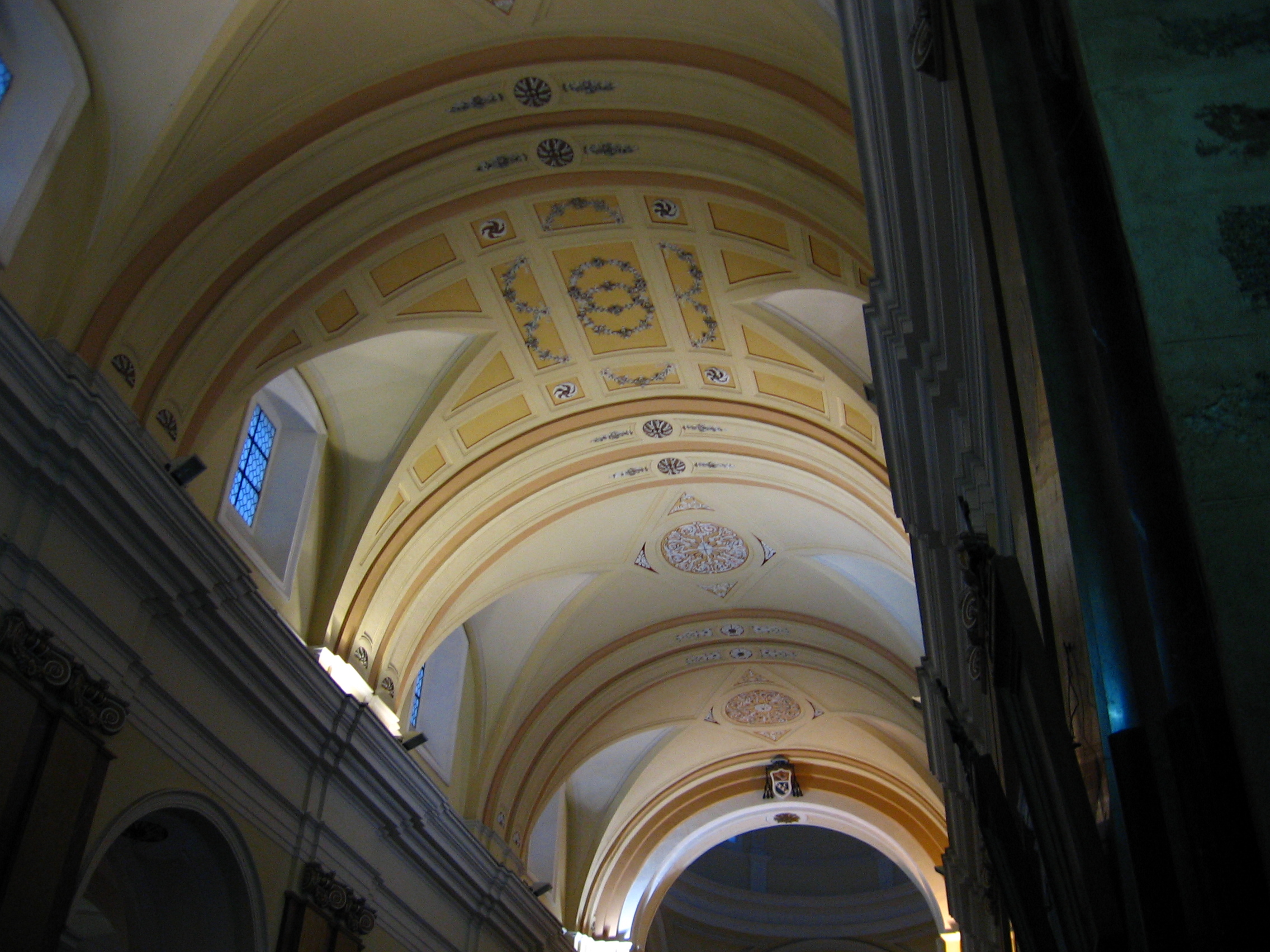

立面为新古典主义风格，一侧有钟楼。